# Christophe de Coulanges
Pour les articles homonymes, voir Coulanges.
Christophe de Coulanges, dit « le Bien Bon », né vers 1607, mort en 1687, abbé commendataire de Notre-Dame de Livry, est l'oncle de Mme de Sévigné.

## Biographie
Il naît vers 1607. Il est le fils du riche financier Philippe Ier de Coulanges (1565-1636), trésorier des guerres, fermier des gabelles, fournisseur aux vivres ; et de Marie de Bèze (1576-1634). Le frère aîné de Christophe s'appelle Philippe, comme leur père. Leur sœur Marie, épouse de Celse-Bénigne de Rabutin, est la mère de Marie de Rabutin-Chantal, la future Mme de Sévigné.

### Réforme de l'abbaye de Livry

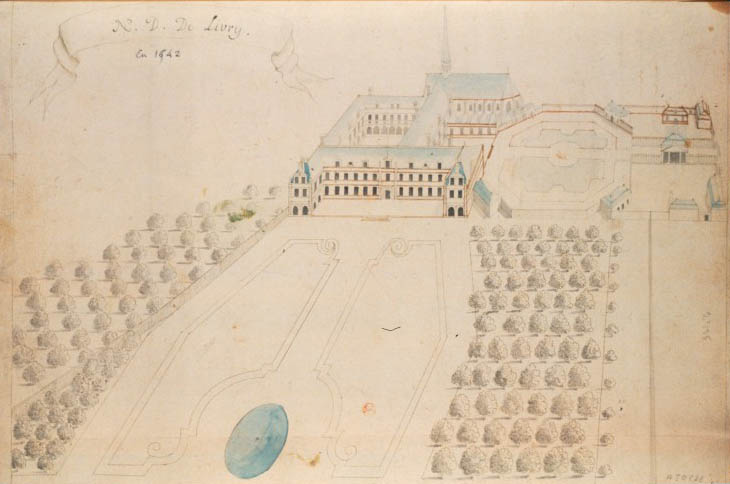
Notre-Dame de Livry au temps où Christophe de Coulanges en est abbé, en 1642.

En 1624, âgé de 17 ans, il reçoit en commende de Louis XIII l'abbaye Notre-Dame de Livry, proche de la forêt de Bondy, sur la route de Meaux, au nord-est de Paris. Mais le rétablissement de la commende à Livry, en 1545, a suscité « l'irrégularité et le désordre » dans cette maison de chanoines réguliers de la congrégation de Saint-Augustin. Christophe de Coulanges trouve son abbaye dans un triste état : tout est en ruine, l’église s'écroule, les bâtiments sont pour la plupart inhabitables. En cette même année 1624, le général de la congrégation meurt, et l'on ne procède pas à l'élection d'un successeur : la congrégation se trouve implicitement dissoute.
Le cardinal de La Rochefoucauld est chargé par le pape de réformer en France les maisons de chanoines réguliers. Il fonde en 1634 la congrégation de Sainte-Geneviève. L'abbaye de Livry s'y agrège en 1637. Christophe de Coulanges donne son assentiment à la réforme de son abbaye. Il joue un rôle plus que discret dans cette affaire, car la séparation des pouvoirs entre l'abbé commendataire de Livry et le vicaire, définie en 1545, lui laisse une autorité limitée : il ne peut intervenir efficacement dans le gouvernement de ses religieux.

### Madame de Sévigné à Livry

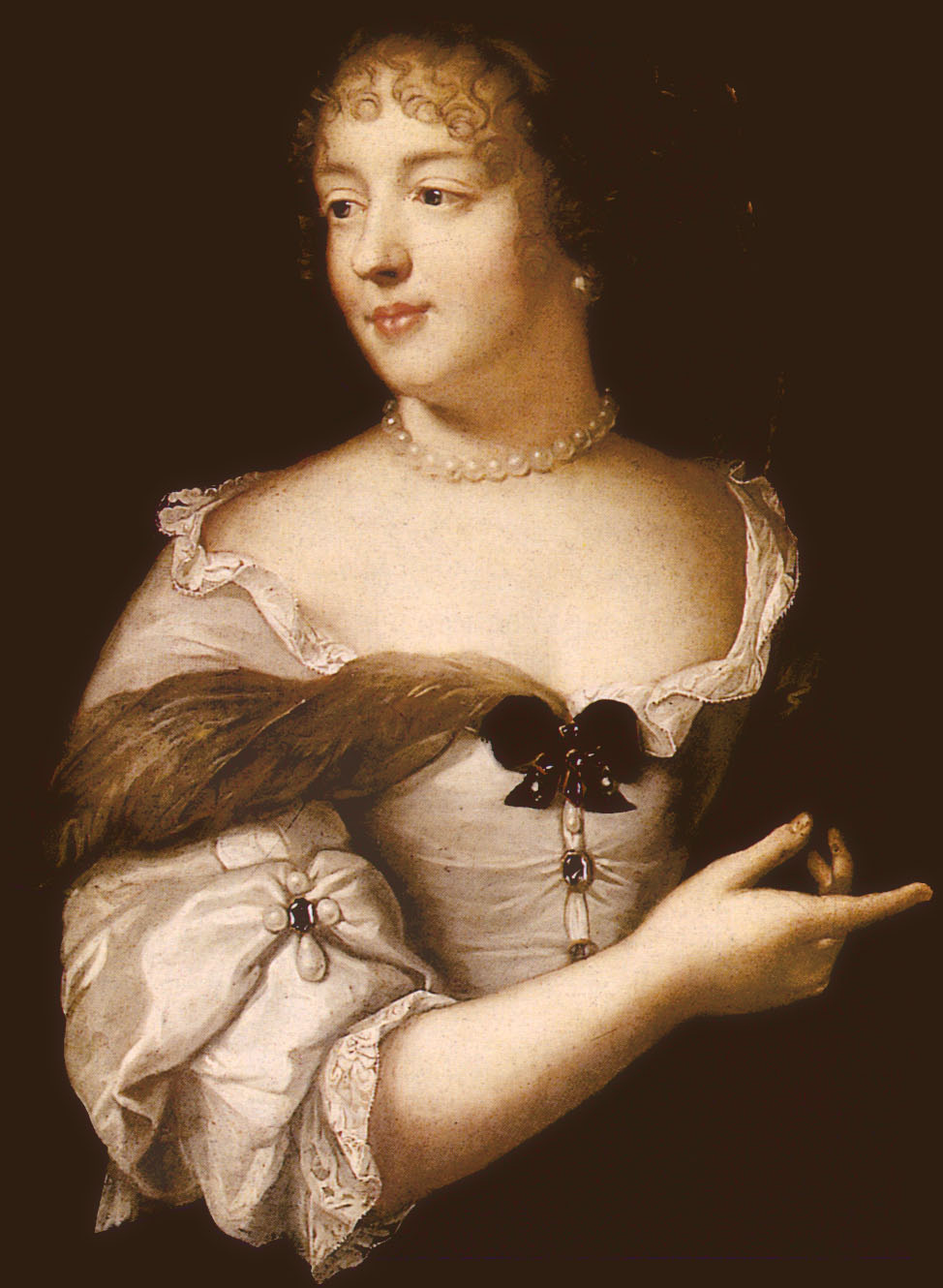
Mme de Sévigné.

On a cru longtemps qu'il fut désigné pour tuteur de sa nièce, Marie de Rabutin-Chantal, après les décès successifs du père de l'enfant en 1627, de sa mère en 1633, de sa grand-mère maternelle en 1634 et de son grand-père maternel en décembre 1636. En réalité, le 28 janvier 1637, les conseillers du Châtelet confient la tutelle de Marie à son oncle Philippe de Coulanges, et son éducation à l'épouse de celui-ci, Marie Le Fèvre d'Ormesson. C'est ainsi que Marie va être élevée aux côtés de ses cousins (parmi lesquels Philippe Emmanuel de Coulanges, le futur « chansonnier »). Mais Christophe de Coulanges, à diverses reprises, exerce de fait les fonctions de tuteur, aussi bien pour ce qui concerne l'administration des biens de Marie que pour ce qui concerne son éducation.
Lorsque plus tard il réside dans son abbaye, sa nièce y effectue de longs séjours (l'abbé dispose d'un logis séparé qui lui permet d'héberger famille et amis). C'est surtout lorsqu'elle devient veuve d'Henri de Sévigné, en 1651, que l'abbé de Coulanges reçoit sa nièce et qu'il s'en occupe. En octobre 1653, Marie lui cède fictivement tout le bien hérité de sa mère, pour qu'il le gère à sa place. Il joue auprès d'elle « le rôle d'un conseiller sage, économe », qui travaille obstinément « à mettre de l'ordre dans les affaires de la famille ». Il prend également en main les finances de sa propre sœur, Henriette de La Trousse.

### Restauration de l'abbaye
S'il y a eu séparation des pouvoirs en 1545, il y a eu en même temps partage des biens entre l'abbé commendataire et les religieux de l'abbaye. Certains travaux sont donc financés par l'abbé, d'autres par les chanoines. En 1652, Christophe de Coulanges restaure complètement la chapelle de Livry. En 1662 (l'abbaye ne compte cette année-là que huit profès), il concourt avec les chanoines à l'édification d'un nouveau cloître. En 1663, les chanoines finissent de reconstruire la chapelle Notre-Dame-des-Anges, à Clichy. L'abbé de Coulanges se consacre pour sa part à la remise en état de la partie de l'abbaye où lui-même a ses appartements séparés. Il veille aussi à réaménager les jardins et les eaux.
Il reçoit à Livry ses frères, ses nièces et neveux (notamment Philippe Emmanuel de Coulanges) et ses amis. Mme de La Fayette, dans sa jeunesse, a sa chambre à l'abbaye de Livry. Elle reste une habituée des lieux. La Rochefoucauld s'y rend également. Mais c'est Mme de Sévigné qui devient peu à peu l'hôtesse principale. L'abbaye de Livry est, après le château des Rochers, le lieu où elle a résidé le plus longtemps.

### Dernières années
Le « Bien Bon », ou le « Bon Abbé », comme sa nièce l'appelle dans ses lettres, ne la quitte presque plus. En juillet 1672, elle va pour la première fois rejoindre sa fille en Provence, dans l'espoir de la ramener à Paris. L'abbé de Coulanges l'accompagne dans ce voyage, qui se prolonge jusqu'à la Toussaint 1673.
Par la suite, Mme de Sévigné déploie bien des efforts, mais en vain, pour tenter de le rendre affectueux et généreux envers Mme de Grignan. Elle ne parvient pas non plus à le décider à retourner en Provence.
Christophe de Coulanges, abbé de Livry meurt le 29 août 1687 à deux heures et demie du matin, chez sa nièce, à l'hôtel Carnavalet. Il est inhumé le 30 dans la chapelle de sa famille, en l'église du couvent de la Visitation du faubourg Saint-Antoine, à Paris, où reposent son père et sa mère et d'autres membres de sa famille. Dans son testament, en date du 18 janvier 1686, il institue sa nièce légataire universelle, renouvelant ainsi des donations qu'il avait faites en 1671. Le 2 septembre, Mme de Sévigné écrit à son cousin Bussy-Rabutin :

« Il n'y a point de bien qu'il ne m'ait fait, soit en me donnant son bien tout entier, soit en conservant et en rétablissant celui de mes enfants. Il m'a tirée de l'abîme où j'étais à la mort de M. de Sévigné. Il a gagné des procès, il a remis toutes mes terres en bon état, il a payé nos dettes, il a fait la terre où demeure mon fils la plus jolie et la plus agréable du monde, il a marié mes enfants. En un mot, c'est à ses soins continuels que je dois la paix et le repos de ma vie. »

## Famille
Quelques membres de sa famille :
| Christophe de Rabutin-Chantal (1563-1601)    | Christophe de Rabutin-Chantal (1563-1601)    | Christophe de Rabutin-Chantal (1563-1601)    | Christophe de Rabutin-Chantal (1563-1601)    | Christophe de Rabutin-Chantal (1563-1601)    | Christophe de Rabutin-Chantal (1563-1601)    |  |  | Jeanne-Françoise Frémyot (sainte Jeanne de Chantal) (1572-1641) | Jeanne-Françoise Frémyot (sainte Jeanne de Chantal) (1572-1641) | Jeanne-Françoise Frémyot (sainte Jeanne de Chantal) (1572-1641) | Jeanne-Françoise Frémyot (sainte Jeanne de Chantal) (1572-1641) | Jeanne-Françoise Frémyot (sainte Jeanne de Chantal) (1572-1641) | Jeanne-Françoise Frémyot (sainte Jeanne de Chantal) (1572-1641) |  |  |                                      |                                      |                                      |                                      |                                      |                                      |  |  | Philippe Ier de Coulanges (1565-1636)      | Philippe Ier de Coulanges (1565-1636)      | Philippe Ier de Coulanges (1565-1636)      | Philippe Ier de Coulanges (1565-1636)      | Philippe Ier de Coulanges (1565-1636)      | Philippe Ier de Coulanges (1565-1636)      |  |  | Marie de Bèze (1576-1634)                      | Marie de Bèze (1576-1634)                      | Marie de Bèze (1576-1634)                      | Marie de Bèze (1576-1634)                      | Marie de Bèze (1576-1634)                      | Marie de Bèze (1576-1634)                      |  |  |                                    |                                    |                                    |                                    |                                    |                                    |  |  |                                        |                                        |                                        |                                        |                                        |                                        |
| Christophe de Rabutin-Chantal (1563-1601)    | Christophe de Rabutin-Chantal (1563-1601)    | Christophe de Rabutin-Chantal (1563-1601)    | Christophe de Rabutin-Chantal (1563-1601)    | Christophe de Rabutin-Chantal (1563-1601)    | Christophe de Rabutin-Chantal (1563-1601)    |  |  | Jeanne-Françoise Frémyot (sainte Jeanne de Chantal) (1572-1641) | Jeanne-Françoise Frémyot (sainte Jeanne de Chantal) (1572-1641) | Jeanne-Françoise Frémyot (sainte Jeanne de Chantal) (1572-1641) | Jeanne-Françoise Frémyot (sainte Jeanne de Chantal) (1572-1641) | Jeanne-Françoise Frémyot (sainte Jeanne de Chantal) (1572-1641) | Jeanne-Françoise Frémyot (sainte Jeanne de Chantal) (1572-1641) |  |  |                                      |                                      |                                      |                                      |                                      |                                      |  |  | Philippe Ier de Coulanges (1565-1636)      | Philippe Ier de Coulanges (1565-1636)      | Philippe Ier de Coulanges (1565-1636)      | Philippe Ier de Coulanges (1565-1636)      | Philippe Ier de Coulanges (1565-1636)      | Philippe Ier de Coulanges (1565-1636)      |  |  | Marie de Bèze (1576-1634)                      | Marie de Bèze (1576-1634)                      | Marie de Bèze (1576-1634)                      | Marie de Bèze (1576-1634)                      | Marie de Bèze (1576-1634)                      | Marie de Bèze (1576-1634)                      |  |  |                                    |                                    |                                    |                                    |                                    |                                    |  |  |                                        |                                        |                                        |                                        |                                        |                                        |
|                                              |                                              |                                              |                                              |                                              |                                              |  |  |                                                                 |                                                                 |                                                                 |                                                                 |                                                                 |                                                                 |  |  |                                      |                                      |                                      |                                      |                                      |                                      |  |  |                                            |                                            |                                            |                                            |                                            |                                            |  |  |                                                |                                                |                                                |                                                |                                                |                                                |  |  |                                    |                                    |                                    |                                    |                                    |                                    |  |  |                                        |                                        |                                        |                                        |                                        |                                        |
|                                              |                                              |                                              |                                              |                                              |                                              |  |  |                                                                 |                                                                 |                                                                 |                                                                 |                                                                 |                                                                 |  |  |                                      |                                      |                                      |                                      |                                      |                                      |  |  |                                            |                                            |                                            |                                            |                                            |                                            |  |  |                                                |                                                |                                                |                                                |                                                |                                                |  |  |                                    |                                    |                                    |                                    |                                    |                                    |  |  |                                        |                                        |                                        |                                        |                                        |                                        |
| Celse-Bénigne de Rabutin-Chantal (1596-1627) | Celse-Bénigne de Rabutin-Chantal (1596-1627) | Celse-Bénigne de Rabutin-Chantal (1596-1627) | Celse-Bénigne de Rabutin-Chantal (1596-1627) | Celse-Bénigne de Rabutin-Chantal (1596-1627) | Celse-Bénigne de Rabutin-Chantal (1596-1627) |  |  | Marie de Coulanges (1603-1633)                                  | Marie de Coulanges (1603-1633)                                  | Marie de Coulanges (1603-1633)                                  | Marie de Coulanges (1603-1633)                                  | Marie de Coulanges (1603-1633)                                  | Marie de Coulanges (1603-1633)                                  |  |  | Philippe II de Coulanges (1595-1659) | Philippe II de Coulanges (1595-1659) | Philippe II de Coulanges (1595-1659) | Philippe II de Coulanges (1595-1659) | Philippe II de Coulanges (1595-1659) | Philippe II de Coulanges (1595-1659) |  |  | Marie Le Fèvre d'Ormesson (1606-1654)      | Marie Le Fèvre d'Ormesson (1606-1654)      | Marie Le Fèvre d'Ormesson (1606-1654)      | Marie Le Fèvre d'Ormesson (1606-1654)      | Marie Le Fèvre d'Ormesson (1606-1654)      | Marie Le Fèvre d'Ormesson (1606-1654)      |  |  | François Le Hardy de La Trousse (v. 1606-1638) | François Le Hardy de La Trousse (v. 1606-1638) | François Le Hardy de La Trousse (v. 1606-1638) | François Le Hardy de La Trousse (v. 1606-1638) | François Le Hardy de La Trousse (v. 1606-1638) | François Le Hardy de La Trousse (v. 1606-1638) |  |  | Henriette de Coulanges (1606-1672) | Henriette de Coulanges (1606-1672) | Henriette de Coulanges (1606-1672) | Henriette de Coulanges (1606-1672) | Henriette de Coulanges (1606-1672) | Henriette de Coulanges (1606-1672) |  |  | Christophe de Coulanges (v. 1607-1687) | Christophe de Coulanges (v. 1607-1687) | Christophe de Coulanges (v. 1607-1687) | Christophe de Coulanges (v. 1607-1687) | Christophe de Coulanges (v. 1607-1687) | Christophe de Coulanges (v. 1607-1687) |
| Celse-Bénigne de Rabutin-Chantal (1596-1627) | Celse-Bénigne de Rabutin-Chantal (1596-1627) | Celse-Bénigne de Rabutin-Chantal (1596-1627) | Celse-Bénigne de Rabutin-Chantal (1596-1627) | Celse-Bénigne de Rabutin-Chantal (1596-1627) | Celse-Bénigne de Rabutin-Chantal (1596-1627) |  |  | Marie de Coulanges (1603-1633)                                  | Marie de Coulanges (1603-1633)                                  | Marie de Coulanges (1603-1633)                                  | Marie de Coulanges (1603-1633)                                  | Marie de Coulanges (1603-1633)                                  | Marie de Coulanges (1603-1633)                                  |  |  | Philippe II de Coulanges (1595-1659) | Philippe II de Coulanges (1595-1659) | Philippe II de Coulanges (1595-1659) | Philippe II de Coulanges (1595-1659) | Philippe II de Coulanges (1595-1659) | Philippe II de Coulanges (1595-1659) |  |  | Marie Le Fèvre d'Ormesson (1606-1654)      | Marie Le Fèvre d'Ormesson (1606-1654)      | Marie Le Fèvre d'Ormesson (1606-1654)      | Marie Le Fèvre d'Ormesson (1606-1654)      | Marie Le Fèvre d'Ormesson (1606-1654)      | Marie Le Fèvre d'Ormesson (1606-1654)      |  |  | François Le Hardy de La Trousse (v. 1606-1638) | François Le Hardy de La Trousse (v. 1606-1638) | François Le Hardy de La Trousse (v. 1606-1638) | François Le Hardy de La Trousse (v. 1606-1638) | François Le Hardy de La Trousse (v. 1606-1638) | François Le Hardy de La Trousse (v. 1606-1638) |  |  | Henriette de Coulanges (1606-1672) | Henriette de Coulanges (1606-1672) | Henriette de Coulanges (1606-1672) | Henriette de Coulanges (1606-1672) | Henriette de Coulanges (1606-1672) | Henriette de Coulanges (1606-1672) |  |  | Christophe de Coulanges (v. 1607-1687) | Christophe de Coulanges (v. 1607-1687) | Christophe de Coulanges (v. 1607-1687) | Christophe de Coulanges (v. 1607-1687) | Christophe de Coulanges (v. 1607-1687) | Christophe de Coulanges (v. 1607-1687) |
|                                              |                                              |                                              |                                              |                                              |                                              |  |  |                                                                 |                                                                 |                                                                 |                                                                 |                                                                 |                                                                 |  |  |                                      |                                      |                                      |                                      |                                      |                                      |  |  |                                            |                                            |                                            |                                            |                                            |                                            |  |  |                                                |                                                |                                                |                                                |                                                |                                                |  |  |                                    |                                    |                                    |                                    |                                    |                                    |  |  |                                        |                                        |                                        |                                        |                                        |                                        |
|                                              |                                              |                                              |                                              |                                              |                                              |  |  |                                                                 |                                                                 |                                                                 |                                                                 |                                                                 |                                                                 |  |  |                                      |                                      |                                      |                                      |                                      |                                      |  |  |                                            |                                            |                                            |                                            |                                            |                                            |  |  |                                                |                                                |                                                |                                                |                                                |                                                |  |  |                                    |                                    |                                    |                                    |                                    |                                    |  |  |                                        |                                        |                                        |                                        |                                        |                                        |
| Henri de Sévigné (1623-1651)                 | Henri de Sévigné (1623-1651)                 | Henri de Sévigné (1623-1651)                 | Henri de Sévigné (1623-1651)                 | Henri de Sévigné (1623-1651)                 | Henri de Sévigné (1623-1651)                 |  |  | Marie de Rabutin-Chantal (1626-1696)                            | Marie de Rabutin-Chantal (1626-1696)                            | Marie de Rabutin-Chantal (1626-1696)                            | Marie de Rabutin-Chantal (1626-1696)                            | Marie de Rabutin-Chantal (1626-1696)                            | Marie de Rabutin-Chantal (1626-1696)                            |  |  | Pierre de La Mousse (né en 1617)     | Pierre de La Mousse (né en 1617)     | Pierre de La Mousse (né en 1617)     | Pierre de La Mousse (né en 1617)     | Pierre de La Mousse (né en 1617)     | Pierre de La Mousse (né en 1617)     |  |  | Philippe Emmanuel de Coulanges (1633-1716) | Philippe Emmanuel de Coulanges (1633-1716) | Philippe Emmanuel de Coulanges (1633-1716) | Philippe Emmanuel de Coulanges (1633-1716) | Philippe Emmanuel de Coulanges (1633-1716) | Philippe Emmanuel de Coulanges (1633-1716) |  |  |                                                |                                                |                                                |                                                |                                                |                                                |  |  |                                    |                                    |                                    |                                    |                                    |                                    |  |  |                                        |                                        |                                        |                                        |                                        |                                        |
| Henri de Sévigné (1623-1651)                 | Henri de Sévigné (1623-1651)                 | Henri de Sévigné (1623-1651)                 | Henri de Sévigné (1623-1651)                 | Henri de Sévigné (1623-1651)                 | Henri de Sévigné (1623-1651)                 |  |  | Marie de Rabutin-Chantal (1626-1696)                            | Marie de Rabutin-Chantal (1626-1696)                            | Marie de Rabutin-Chantal (1626-1696)                            | Marie de Rabutin-Chantal (1626-1696)                            | Marie de Rabutin-Chantal (1626-1696)                            | Marie de Rabutin-Chantal (1626-1696)                            |  |  | Pierre de La Mousse (né en 1617)     | Pierre de La Mousse (né en 1617)     | Pierre de La Mousse (né en 1617)     | Pierre de La Mousse (né en 1617)     | Pierre de La Mousse (né en 1617)     | Pierre de La Mousse (né en 1617)     |  |  | Philippe Emmanuel de Coulanges (1633-1716) | Philippe Emmanuel de Coulanges (1633-1716) | Philippe Emmanuel de Coulanges (1633-1716) | Philippe Emmanuel de Coulanges (1633-1716) | Philippe Emmanuel de Coulanges (1633-1716) | Philippe Emmanuel de Coulanges (1633-1716) |  |  |                                                |                                                |                                                |                                                |                                                |                                                |  |  |                                    |                                    |                                    |                                    |                                    |                                    |  |  |                                        |                                        |                                        |                                        |                                        |                                        |